# محمد فاضل بن محمد الأمين
محمد فاضل بن محمد الأمين، وزير سابق، وشخصية موريتانية بارزة وعلامة متبحر في العلوم الشرعية واللغوية، وشخصية سياسية سامية، وأحد أبرز العلماء والدعاة في موريتانيا، حيث تصدر مجال الفتوى وتسهيل العلوم الشرعية والدعوى الوسطية، وشغل عدة مناصب مهمة في الدولة كما يعتبر أحد أهم الشخصيات الوطنية في البلد ووجهائه البارزين على الصعيدين الإقليمي والدولي. وهو سليل العلامة الكبير إبراهيم الملقب(لمرابط أباه) بن محمد الأمين الذي اشتهر بلقب مالك الصغير (تشبيها بالإمام مالك) والذي عرف بعلمه وورعه وفهمه الشديد لدرجة أن بعض معاصريه شهدوا له ببلوغه درجة الإشتهاد المطلق.

## آراء وفتاوى

### رؤية شاملة حول نهضة المسلمين
في حوار مع مجلة الخليج عام 2008 بعنوان: من يجهل الإسلام يستشعر منه الخطر، يقدم العلامة الشيخ محمد فاضل رؤية شاملة حول نهضة المسلمين وتحديات العصر، مع أن الحوار مضى عليه أكثر من ستة عشر (16) عاما إلا أن الأفكار الواردة فيه مازلت قابلة للتطبيق بشكل تام، والحوار مازال متوفرة على الشبكة العنكبوتية وهذا نصه:
"
- لماذا تخلف المسلمون وكيف ينهضون؟

- نعم المسلمون متخلفون مع الأسف.. ولكنهم متخلفون مقارنة بماذا؟.. فلا يمكن الحكم على شيء إلا بمقارنته بغيره.. متأخرون بالنسبة لمن ليست عنده مؤهلاتهم للتقدم ولم يصلوا لمستواه.. هم بالنسبة لعبدة الأوثان متقدمون. هم بالنسبة حتى للغرب متقدمون في ما يجب تقدمهم فيهم، ولكنهم متخلفون في ما كان يجب أن يتقدموا فيه من تقنية وتنمية.. والمسلون أنعم الله عليهم بآخر كتاب نزل من عند الله تبارك وتعالى، وعندهم العقل الذي يملكه الآخرون، وعندهم وسائل التقدم المادية ومكانهم الجغرافي في الأرض نموذجي حيث يستفيدون من الآخر أكثر مما يستفيد منهم.. إلخ.. لديهم معطيات تقدم كثيرة بما فيها الذكاء والصحيح من التراث ولديهم القرآن الكريم وهو وحده يكفي للتجديد.
من هنا نحن متأخرون بهذا المعنى، ومتأخرون أيضا فرغم أننا أول أمة لا تتعصب ضد تراث الإنسانية، فلم نحرقه، ولم نغرقه في الماء كما فعلوا هم.. حمينا تراث غيرنا.. فإننا الآن عاجزون حتى عن متابعة هذا التراث.. فلماذا نكون في أول زماننا قد فتحنا العالم وأحسنا عليه وحفظنا تراثه، واليوم إذا بنا نلهث وراءه، حتى تراثنا عجزنا عنه فضلا عن عجزنا عن الالتحاق بصف المتقدمين الآخرين.
إذن نحن هنا في هذا المستوى لدينا الإمكانات ومع ذلك نحن متأخرون بل إن بعضنا ارتبك فلا يعرف أي اتجاه يسلك. هل يدير ظهره لتراثه ليتقدم؟.. أم ينكفئ ليتقدم؟ يبقى التساؤل هنا مطروحا لدينا في الكيفية التي نتقدم بها.
- إذاً من أين نبدأ؟

- باختصار شديد المؤمن لا يمكن أن يبدأ بغير دينه.. ليطمئن في حياته.. وما دام لك شيء يشغل ذهنك لن تستريح البال ولن تجد ذهنك صافيا لما تريد أن تقوم به.. يجب أن يكون الذهن صافيا وتفكر بهدوء وبحرية حتى تصل إلى نتيجة بعقلك حسب ما استطعت..
المسلم الذي لا يعرف شيئا عن دينه لن يكون صافي التفكير للقيام بإنجاز.. وهذا هو سبب المأزق الذي وقع فيه مليارات المسلمين وضيع صفاء أذهانهم. على المرء أن يتساءل أين أنا.. الإسلام يعد ويوعد.. معناه يعطي الوعود الكثيرة المؤكدة على الالتزام به، ويوعد بما لا يطاق من لم يلتزم به.. هو (المسلم) لا بد أن يسمع هذه المعلومة فمن يعمل مثقال ذرة خيرا يره ومن يعمل مثقال ذرة شرا يره).. فإذا فرط المسلم في دينه يبقى ذهنه مشغولا، سيبقى مشغولا وعاجزا عن أداء مهامه، والأولى أن يقدم موجزا عن دينه ولا أقول كل دينه، لأن الدين طويل وعريض، بل موجز حتى يعرف ما يسمى بالردود عن الأسئلة الكبرى.. عن ماذا حولي.. ما نرى في الليل.. ماذا نرى في النهار.. ماذا نسمع.. من خلق هذا الكون.. ماذا يريد منه.. ما هي مسارات الكون الكبرى حتى يكون على علم بما يجري في الكون.. ماذا فرض علي ربي وماذا حرم علي.. هذه هي الأسئلة المهمة من ديننا.. فإذا تخطى هذه الأسئلة وقرر وصار مطمئنا إلى أنه من أهل هذا الدين أو إن شاء أن يكون من أهله.. تمكن من وسائل التقدم من حيث المعرفة وهي أحسن ما توصلت إليه الإنسانية بعقول أي كان وبوسائل أي كان، وليس بالضرورة أن تكون صاحب نظرية كروية الأرض أو الكهرباء أو الجاذبية.. ولا غيرها.. ولكن أن تستفيد منها.
من البلاهة أن نعود لبداية المعرفة لصنع سيارة أو طائرة ونقول هذه طائرة عربية أو إسلامية.. ليست هناك طائرة عربية أو إسلامية أو غربية.. هذا عمل الإنسان الذي استخلفه الله في الأرض، لا فرق بين عرقه أو دينه في اختراعه، الاختراع ليس عليه بصمة، وإذا كانت هناك فهي للغة أكثر منها للدين..
- كيف يكون موقعنا في حوار الأديان؟

- قل ما دام بعضنا، لأن التعميم صعب إلا في قوله تعالى: كل نفس ذائقة الموت، ما دام بعضنا.. أنا أعتقد أن حوار الأديان يجب ألا يشارك فيه إلا خبير بدين ما. من يجهل كل الأديان ماذا يريد. ما البضاعة التي يتقدم بها لحوار الأديان؟..
- تستحسن مشاركة العارف بدين واحد أم كل الأديان؟

- المعرفة بدين واحد هي الحدود الدنيا، لأن صاحبها قادر على تقديم هذا الدين للمؤتمرين أو المتحاورين.. والأفضل أن يكون المشارك في حوار الأديان متخصصا في جميع الأديان..فأقل من له الحق في المشاركة في حوار الأديان هو من تخصص في أحد الأديان، والأحسن هو من تخصص وعرف جميع الأديان. وأولى بهذه الصفة آخر الأديان، لأن الإنسان كل ما تقدم كلما ضيع الحفظ.. فكل دين تقدم زمانه قل المحفوظ منه بأمانة.. بعبارة أخرى. كم نسبة الحفظ في الدين الأخير، كم نسبة الحفظ في الدين الذي قبله.. كم نسبة الحفظ في الدين الذي قبل ذلك.. كم نسبة الحفظ في الدين الرابع... ما دامت تلك تساوي قريبا من الصفر، معناه أنه كل ما تقدمنا متجهين إلى الأقرب كان لنا القدرة على الحفظ، زادت نسبة الحفظ، والعكس صحيح. كلما تأخرنا متجهين إلى العكس، إلى الأقدم، قلت نسبة الحفظ.. وتكثر بالعكس.. معناه أن نسبة الحفظ في ديننا نسبة كاملة يمكن أن تقول تسعة وتسعين في المائة.. فيه الأحاديث التي لا نتأكد منها ومع ذلك تم تمييزها.. وضعت عليها علامة الصحة أو الحسن أو الضعف، وهذا نوع من الخبرة.. وهناك القرآن الذي لا شك فيه.. وهناك الأحاديث المتواترة والصحيحة التي تلي المتواتر وهكذا، بعد تحريفهما بينما في الإنجيل نسبة الصحة أقل، وهي أقل بكثير في التوراة.
فوضى الفتاوى
- كيف ترون فوضى الفتاوى.. هل هذا المصطلح مقبول؟

- هو صحيح.. طبيعة الإنسان غير الذكي أنه لا يظن بنفسه عجزا عن شيء، فكل شيء يطرح يشارك فيه سواء كان خيرا أو شرا دون مستواه أو فوق مستواه فهو لا يعنيه ويشارك فيه.
الذكي هو الذي يقدر مستوى نفسه ويقول هذا لا يعنيني وهذا يعنيني.. ولذلك إذا لاحظت الجماعة فأكثرها ذكاء أقلها كلاما، والعكس صحيح، أي أقلها ذكاء هو أكثرها كلاما.. وأكثرها جهلا وأقواها بلادة هو أول من يتكلم.. لأنه لا يستطيع تقويم مستواه. والكلام شهوة في الإنسان، وكلما ازدادت العاطفة ازدادت مساحة الكلام.
- وهل من طرح لتفادي فوضى الفتاوى هذه؟

- فكرنا كثيرا في هذه الأزمات والمشاكل الناتجة عن ذلك، فوجدنا أنه لا حل سوى وضع برامج نشرية وتأليفية تجعل المسلمين في المستوى ويكتشف كثير منهم المستوى المطلوب للفتوى فلا يغامر بجعل نفسه مفتيا.. وهذا ما جسدناه في المحظرة النموذجية، وهناك مؤلفات في هذا الموضوع بعضها تحت الطباعة، وبعضها خرج والبعض الآخر في الطريق.. هذه المؤلفات تدل الشخص على مستواه بمعرفة الدين. أنتم أنفسكم عند دخولكم المكتب قدمتم فتوى عبر الهاتف.. الأطباء لا يصفون الوصفة قبل مباشرة المريض؟ لا. الفرق كبير يا أخي.. الطبيب يخضع المريض للفحوص والأجهزة وهذا يترتب عليه زيادة في المعرفة بصحته.. الطبيب إذا جاءه المريض ازداد الطبيب علما بصحة المريض وازداد مالا ونحن لا نزداد علما ولا مالا.. معناه أن ما نسمعه من المستفتي في الهاتف هو ما نسمعه منهم مباشرة.. لا يجوز لنا أن ننظر إلى جسد الشخص أو نجس نبضه إذا جاءنا يريد فتوى، معناه أننا نسمع منه فقط فإذا تبينت لنا المسألة فلا ينقص منها قوله لها في الهاتف على قوله لها مباشرة. وكثير من السائلين ليس من المناسب أن ينتقل ليستفتي مباشرة فيتكلف النقل والجهد، وأنت لن تزيد على أن تسمع منه ويمكن أن تسمع منه بالهاتف.
- ما دور الزكاة في مواجهة الفقر؟

- نحن كل سنة لا بد من التفكير في الحج تلقائيا في زمان ومكان معلومين للحج.. وكل سنة لا بد لنا من التحضير لرمضان والتهيئة له.. معروف كل شيء في الحج وفي رمضان.. الأحكام والطريقة.. سير العمل واحد في النية والقول بين جميع المسلمين. وفي ما بين ذلك وذلك هناك أعمال الدنيا والدين.. تعيش الناس.. تقرأ.. معناه أن برنامج المسلم واضح... ومن هذه البرامج صلاته ومنها أيضا زكاته.. لأن الله تبارك وتعالى أدخل الزكاة في برنامج لا يغيره الرؤساء، فسواء تبناها الرؤساء أو لم يتبنوها فإن المسلم سيخرج زكاته إلى الفقراء على كل حال في موعدها، وستساهم هي أيضا على كل حال في تخفيض نسبة الفقر. التنظيم يزيد الزكاة قيمة أو كما على الأصح.. ولكن تبقى أسئلة هل تتجه هذه الزكاة إلى شر أو خير هذا سؤال مطروح.. قد يأخذها الغني وهو لا يستحقها، والعاملون عليها مثلا اليوم ليسوا كما بالأمس، لا يجوز أن تكون الزكاة اليوم للموظفين لأن الدولة تعطيهم مرتبات.. يجب أن تترك للفقراء والمساكين.
- ما تعليقكم على حملات التشويه ضد الإسلام؟

- أعتقد أن من نظر إلى عاملين اتضح له السبب.. أولا متى نشأت حملات التشويه هذه.. لم تنشأ إلا بعد أن تقدم الإسلام إلى هناك، في الزمن الذي كان أجداد هؤلاء الناس لا يعرفون شيئا عن الإسلام ولا عن رسوله ما كانوا يتكلمون في ما تكلموا فيه اليوم. من دخل الإسلام من الغرب عن معرفته لم يتكلم فيه إلا بخير.. من عرف الإسلام معرفة خاطئة وبالتالي لم يدخل فيه، استشعر منه الخطر. إذن هذا مبشر للمسلمين على دينهم، لأن الجهات الأخرى التي كانت بمنأى.. الجهات البعيدة بدأت تشعر به ويؤثر فيها وتقوم بردات فعل من هذا النوع ولو كانت آمنة على بلدانها من اكتساح الإسلام لها لما كانت لها ردات فعل سلبية ولو عرفته لما كانت لها ردات فعل سلبية.. إذاً لم تعرفه معرفة صحيحة فخشيت على أهلها وبلدها منه وقامت بردة فعل خاطئة.
هذه هي الحقيقة.. وبالتالي من جهة هي بشرى.. ومن جهة خوف على من؟ عليهم لا علينا.
- أليس هناك تقصير من المسلمين في إيصال خطابهم للغرب؟

- في هذه المرحلة لا أطمع بأن يصل الخطاب إلى الغرب في وقت واحد بحيث لا يبقى أحد يجهله.. لكنني أعتقد أن هذه النتيجة التي حصلنا عليها، وهي ردة الفعل السلبية هي نتيجة من نتائج وصول الخطاب للغرب، كما قلت لك. معناه أن هناك الجهات الكثيرة المخلصة، كما قال صلى الله عليه وسلم بعز عزيز وذل ذليل، أوصلت الخطاب هناك، فكانت تأثيرات مختلفة، كم من مساجد شيدت في أماكن ما كانت فيها من قبل، لم تسمع الأذان قبلها، وكم ممن يسيئه الأذان سمعه من جديد وما كان يسمعه من قبل..
هذه القضية فهمها المسلمون على غير ما تفهم عليه.
العولمة
- أين نحن اليوم من العولمة؟

- نحن وكل الناس في قلبها شئنا أم أبينا، والعولمة حسب وجهة نظري كالليل إذا كنت داخلها لا يمكن أن تكون خارجها إلا في ذهنك.. نحن في الواقع في قلب العولمة، ولكن أكثرنا خارجها لأنه كالنائم في الليل، فهو في الليل ولكنه لا يشعر بذلك لأنه نائم، وهل نحن مؤثرون في هذه العولمة؟ لا بد من تأثير.. إما أن نؤثر أو يؤثر فينا أو يجتمعان معا.. نحن مؤثرون ومؤثر فينا.. مؤثرون كيف؟ مؤثرون لأن الآخرين يحاربون من أجلنا.. من أجل أن نكون من أسواقهم.. وأن نكون حملة سلاحهم.. الحروب لماذا.. لتباع مخازن شركات الأسلحة الغربية.. وإلا فلماذا الحروب.. الشركات والمصانع لماذا؟
لنستورد نحن.. نحن مستوردون ومستهلكون.. وهذه فائدة كبيرة تقوم الصراعات بين الآخرين عليها لصالحنا.. من هنا دول العالم الأكبر يمكن أن يستغلها الأصغر لصالحه..
- بدأت موريتانيا مؤخرا تشهد تجربة المصارف الإسلامية؟ فكيف ترى هذه التجربة؟

- أول من فكر في أسلمة المصارف مسلمون ولكن أفراد لا دول.. فنجحت في بلاد إسلامية حرة وأخذها الغرب، فلما نجحت في العالم من حولنا أخذناها نحن أيضا كبلاد حرة.. وهي تأتي للبلاد الإسلامية تباعا حسب الحرية فيها.. الحرية من ناحية الأحكام بالذات.. كل ما كان الحكم يعطي نفسا للشعب كل ما ظهرت فيه التجارب.. هناك دول إسلامية لا نشك في إسلامها ولا تستطيع فيها أن تنشئ مصرفا إسلاميا واحدا.. أو هكذا نسمع عنها إلى آخر وقت لا ندري إن كانت تغيرت.. وهناك من يمنعون من امتلاك علوم الذرة.. وهذا نوع من الأسلحة التي تغني عن الغرب وتتبع بديلا إسلاميا أحسن من الربا، وهذا ما لا يرغب فيه الآخرون. وهذه المعاملات الإسلامية كانت موجودة منذ أكثر من أربعة عشر قرنا، وليست وحدها المسألة التي تصلح للدنيا قبل الآخرة، والتي لا تزال بين كتب الإسلام ولكن الذي يؤخرها عن التطبيق الحرية، وكثير من الكبت يأتي من الحكام، وإذا أعطى الحكام كل الحرية فإن الناس لا يأخذون إلا بعضها خوفا على أنفسهم وأموالهم. فالناس لا تبلغ السقف المعطى من الحرية حذرا وخوفا.

## أنظر أيضا
- محمد بن عرفة الدسوقي
- الحاج ولد فحفو
- عبد الرحمن الأخضري
- أحمد الدرديرِ
- سيدي عبدُ الله ولد الحاج إبراهيم

## وصلات خارجية
- الشيخ: محمد فاضل بن محمد الأمين  على فيسبوك.